# 558. grenadirski polk (Wehrmacht)
558. grenadirski polk (izvirno nemško 558. Grenadier-Regiment; kratica 558. GR) je bil pehotni polk Heera v času druge svetovne vojne.

## Zgodovina
Polk je bil ustanovljen 15. oktobra 1942 s preimenovanjem 558. pehotnega polka in dodeljen 331. pehotni diviziji. 9. maja 1944 je bil polk preimenovan v 547. grenadirski polk.
Ponovno je bil ustanovljen 24. marca 1944 s preimenovanjem Grenadirskega polka Wahn; uničen je bil avgusta leta 1944 v Normandiji.